# 리튼 조사단

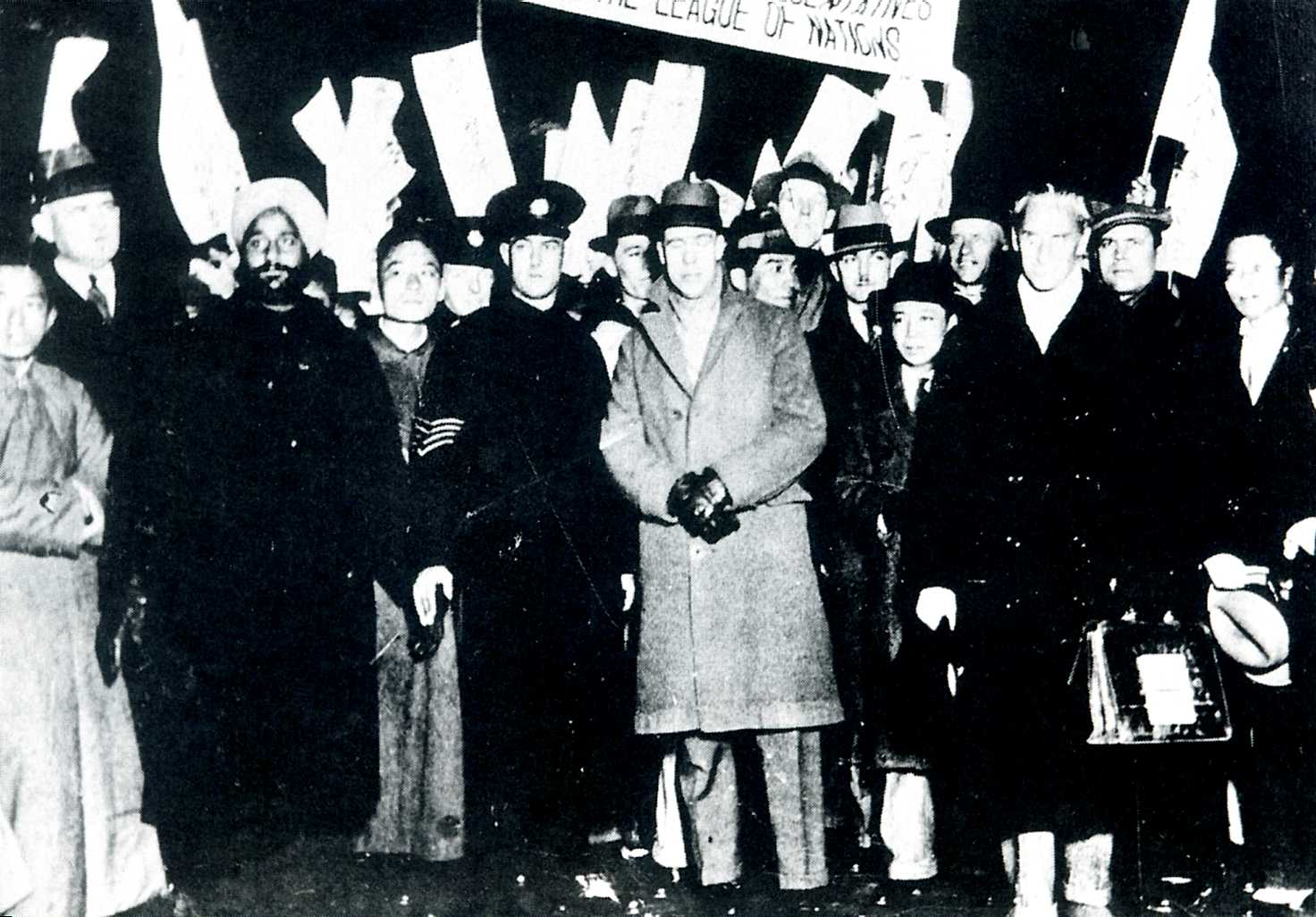
상하이에 도착한 리튼 조사단 일행

리튼 조사단(영어: Lytton Commission 리턴 커미션[*], 일본어: リットン調査団, リットンちょうさだん 릿톤 조사단[*])은 국제 연맹이 만주사변과 만주국을 조사하라고 조직한 국제 연맹 중일 분쟁 조사 위원회의 통칭이다. 영국의 제2대 리턴 백작 빅터 불워리턴이 단장을 맡았다.

## 개요

### 조사단 파견 경위

류탸오후 부근 만철 폭파 지점을 조사중인 리튼 조사단

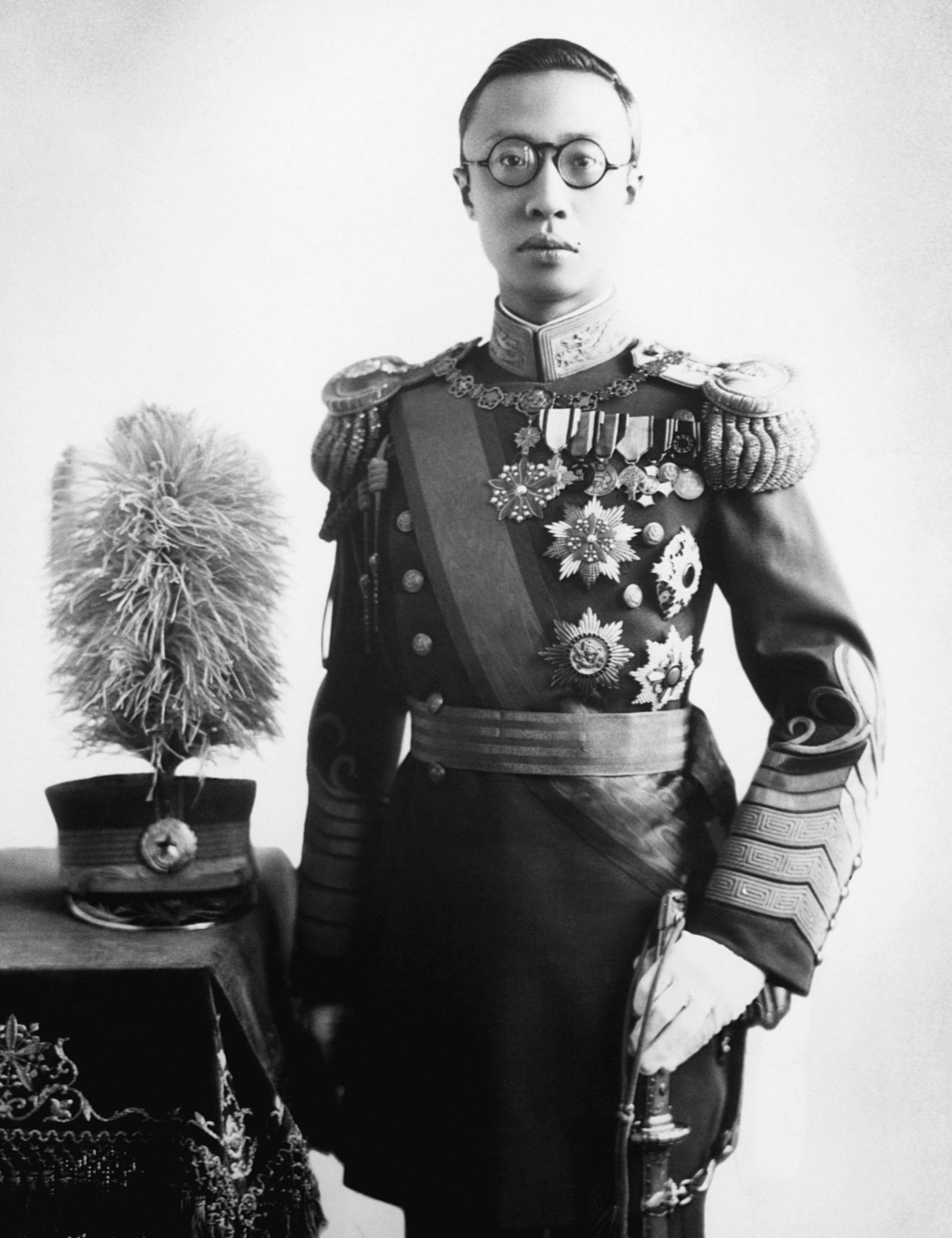
만주국의 푸이 황제

일본이 1931년 남만주철도주식회사(만철)의 일부를 폭파한 류탸오후 사건을 일으켰다. 1932년, 관동군은 청나라의 마지막 황제였던 푸이를 집정으로 삼아 만주국을 만들었고 그해 3월 중화민국이 제소하고 일본이 동의하여 국제 연맹이 리튼 조사단을 파견하게 되었다. 리튼 조사단은 3개월간 만주를 조사하고 9월에 리튼 보고서를 제출했다.

### 조사단의 인력구성
1932년 1월에 조사단이 결성되었고 아래의 5명이 위원이다.
- 제2대 리턴 백작 빅터 불워리턴, 영국인으로 당시 57세. 전 인도 제국 임시 총독(벵갈 총독)
- 앙리 클로델(Henri Édouard Claudel), 프랑스 육군 중장으로 63세.
- 루이지 마레스코티(Luigi Aldrovandi Marescotti), 이탈리아의 외교관으로 57세.
- 하인리히 슈네, 독일의 전 국회의원, 전 독일령 동아프리카 총독, 62세.
- 프랭크 맥코이, 미국 육군 소장 (군사), 60세.

분쟁 당사국의 옵서버로 아래의 두명이 참여했다.
- 요시다 이사부로(吉田伊三郎) : 일본측 외교관
- 웰링턴 쿠 : 중국측 외교관

조사단의 경비는 일본과 중국 양측이 나누어 대었다.

### 조사단의 경로
조사단은 만주에 앞서 2월 29일 일본을 방문해 아라키 사다오를 만났다. 일본 체류중 만났던 단 다쿠마가 3월 5일에 이누카이 쓰요시가 5월 15일에 암살당하는 등 일본도 극심한 정치적 혼란기에 놓여있었다. 당시 일본은 이미 군국주의와 테러리즘이 횡행하여 세계 정세가 제대로 국민들에게 전해지지 못하고 있었다.
조사단은 이후 중국 상하이, 난징, 베이징을 시찰하며 장제스, 왕징웨이, 장쉐량을 먼저 만나고 4월 20일에 만주로 들어가 푸이를 만났다. 만주에서 항일 운동 중이었던 마잔산(馬占山)을 만나려고 했지만 일본측의 반대로 무산되었다.  조사는 1932년 6월에 완료되었으며 베이징에서 집필을 시작해 10월 2일에 보고서로 공개되었다.

## 보고서의 내용
공식 명칭은 《중일 분쟁 조사단 보고서》(Report of the Commission of Enquiry into the Sino-Japanese)이다. 1932년 10월 2일에 공표된 이 보고서는 서론과 10개의 장으로 구성되어있다. 내용은 아래와 같다.
- 서론 : 조사단 설치의 과정
- 1장 : 중국의 최근 역사를 개관. 청의 몰락, 공화국의 성립, 군벌과의 내전, 국민당의 결성, 공산당의 등장 등을 서술.
- 2장 : 만주국을 서술. 만주국 성립 내력과 장쭤린, 장쉐량 정권의 동향, 중일 분쟁 등을 서술.
- 3장 : 만주에 관한 중일 양측의 논점을 서술. 만주에 대한 일본의 권리는 그간 유사한 사례가 없는 것임을 설명하고 철도, 상업, 조세권 등에 관한 쟁점들을 언급한다. 특히 중일간의 분쟁 이전 수년간의 일을 서술하고 있으며 특히 만보산 사건과 뒤이은 조선인의 화교 배척 사건(1931년)의 중국측 희생을 기록했다.[3]
- 4장 : 9월 18일 이후의 전개. 당시 중일 양국 군대간의 긴장이 심각했고 일본은 분쟁시를 대비해 주도면밀한 공격 계획을 세우고 있었으나 중국은 공격 계획이 없었음을 서술. 당시 일본측의 행동을 정당방위로 인정할 수는 없으나 일본군 장교등은 자위를 의해 행동했다고 생각했을 수 있음을 서술(오상방위, 誤想防衛). 이후의 군사행동의 경과를 서술.
- 5장 : 상하이에서 일본군의 철수에 대해 설명하고 영사위원회를 보충함.
- 6장 : 만주국의 성립은 자발적 독립이 아님을 서술하고 신국가 건설단계에서 일본측의 조직적으로 개입했음을 서술. 만주국의 재정, 교육, 사법, 경찰, 군대, 금융을 기술. 만주에 거주중인 중국인들이 현 만주국을 지지하지 않음을 서술.
- 7장 : 일본의 경제적 이익과 중국의 보이콧에 대해 서술.
- 8장 : 만주에서의 경제적 이익에 대해 서술. 자원 획득과 개발 수행을 위해서는 중일 양측의 관계 개선이 필수적임을 언급.
- 9장 : 다른 곳에서 찾아보기 어려운 만주만의 특수한 상황이 많으므로 단순하게 무력에 의한 국경 침범으로 치부하기엔 어려움을 지적. 원상회복이나 만주국의 유지 그 어느것도 바람직하지 않다는 것을 언급.
  1. 중일 양국에 이익이 되어야 함.
  2. 소련의 이익을 존중해야 함.
  3. 현재의 여러 조약을 벗어나지 않는 조화로운 해결을 할 것.
  4. 만주에 대한 일본의 권리를 승인.
  5. 중일 간의 새로운 조약 관계 설정.
  6. 미래의 분쟁 해결에 도움이 될 효과적인 시설을 만드는 것.
  7. 중국의 주권, 행정력과 조화로운 범위의 만주 자치를 시행.
  8. 내부 질서 유지는 능률적인 지방헌병대가 맡고 외부 침략 대비는 모든 군대의 철수와 불침략 조약이라는 안전보장으로 대응.
  9. 중일간 경제제휴 촉진.
  10. 중국의 개조를 위해 국제적 협력 등을 분쟁해결의 조건으로 삼음.
- 10장 : 위 해결방법의 사례를 들기위해 이사회에 제의함. 중일 양국이 위의 해결방법을 함께 토론하도록 결의한다면 자문회의를 소집해야 하며 도달해야 하는 협정의 형태와 방법에 대해 설명해야 함. 관세, 우편, 염세, 인지세, 담배세 등의 사무관리는 중앙정부에 유보하고 세수배분은 자문회의에서 결정해야 함. 행정장관의 일차 임명권은 중앙정부가 가지고 자문회의는 중앙정부의 대외조약 이행을 위해 명령할 권한이 있음. 나머지는 자치정부에 귀속됨. 특별헌병대는 외국인의 협력을 얻어 조직하고 만주의 유일한 무장조직으로 남는다. 이를 위해 외국 군대는 철수하며 행정장관은 외국인 고문을 두지만 대부분은 일본인으로 해야한다.

### 결론
보고서에서는 불모의 황야였던 만주의 주인은 절반 이상이 중국인이며 이것은 일본의 지역 개발에 의한 성과이고, 이 지역의 주요 세력인 장쭤린은 이 지역의 독립을 지향하지 않았으니 결국 중국의 정권으로 자인한 것이고 중국 정권은 힘이 미약해 일본인을 보호하지 못한다라는 중화민국과 만주국의 상황을 서술한 뒤 아래의 결론으로 이어진다.
- 류탸오후 사건 이후 관동군의 활동은 자위 행위로 보긴 어렵다.
- 만주국은 현지 주민의 자발적 의지로 독립했다고 말하기 어려우며 존재 자체가 관동군에 의존적이다.

라는 중화민국 측의 주장을 지지하며
- 만주에 일본이 가지고 있는 조약상의 권익, 거주권, 상권은 존중받아 마땅하다. 국제 사회나 일본이 중국 정부의 근대화에 공헌할 수 있고 거류민의 안전을 목적으로 한 치외법권은 그 성과에 따라 재검토할 수 있다. 한쪽이 무력을 다른쪽이 불매 운동이라는 경제적 무력이나 도발을 행사하는 한 평화는 오지 않는다.

등의 일본 측에 대한 배려도 있다.

### 분쟁 해결을 위한 제언
추가적으로 중일 양국의 분쟁 해결을 위해 아래의 제언을 하고있다.
- 중국 측 주장인 류탸오후 사건 이전 회복도, 일본 측 주장인 만주국 승인도 모두 문제 해결은 아니다.
- 만주에는 중국의 주권 아래 자치 정부를 수립한다. 이 자치 정권은 국제 연맹의 파견하는 외국인 고문의 지도 아래 충분한 행정권을 가진다.
- 만주는 비무장지대로 하고 국제 연맹의 조언을 받는 특별경찰기구가 치안 유지를 담당한다.
- 중일 양국은 불가침 조약, 통상 조약을 맺는다. 소련이 참여를 원하면 별도의 삼국 조약을 체결한다.

### 기타
만주국은 독립국가라는 이미지 연출을 위해 조사단이 움직이는 곳마다 대중을 조직해서 설명회나 운동회 등을 벌였지만 그런 선전 의도에도 불구하고 리튼 보고서에서는 만주국이 자발적으로 성립된 국가가 아님을 명시하였다.
리튼 보고서는 1932년 10월 1일 국제 연맹에 제출되었고, 오후 1시(제네바 시간)에 세계에 공표되었다. 공식어인 영어와 프랑스어로 작성되었고 일본 외무성은 9월 30일 오후 7시부터 번역을 시작했다. 일본어역은 태평양문제조사회의 일본지부가 진행했으며 10월 3일에 대중에게 공개되었다.
리턴이 1932년 누나에게 보낸 편지는 누나의 남편이었던 영국 외무장관 아서 밸푸어에게 전해졌는데 여기엔 리턴이 만주국을 기만이라고 단정적으로 밝혀놓았다. 그럼에도 불구하고 리턴은 보고서를 통해 일본이 협상 테이블에 앉을 수 있도록 최대한 일본을 배려하는 형태의 해석을 가미해 보고서를 작성했다. 하지만 일본 내 여론은 리턴이 일본보다는 중국을 편들었을 것이라는 선입견을 가지고 있었으며 중국 측에 불리한 내용이 꽤 많았음에도 불구하고 일본의 이익을 심대하게 침해한다고 간주했다. 결국 일본은 국제 연맹 탈퇴라는 강수를 두게 된다.

## 각국의 반응
이 보고에 따라 영국, 프랑스, 이탈리아 등 연맹 각국은 '화해의 기초를 구축했다'며 큰 기대를 가졌다. 1932년 3월 1일 만주국은 독립을 선언했고 중화민국은 승인하지 않았으나 일본은 보고서 제출 전에 승인하였다.
리튼 보고서는 일본의 특수한 권익을 인정하고 있어 일본 입장에서는 "명분을 버리고 실리를 얻게" 공식적으로 도와주는 보고서였음에도 불구하고 보고서 제출 전에 만주국을 승인해버리는 등 리튼 보고서에 반발했다. 일본 외무성의 고문인 영국인 토마스 바티가 이 보고서의 일본측 반론을 작성했다.
1933년 2월 24일 국제 연맹 총회에서는 리튼 보고서를 기초로 한 '중일 분쟁에 관한 총회 보고서'의 채택이 논의되었다. 일본 전권대사인 마쓰오카 요스케와 중국 전권대사인 웰링턴 쿠는 스위스에서 격렬하게 토론하였으며 이런 대립은 일본에 지속적으로 보도되었다.
총회 보고서에서는 만주의 주권이 중국에 있다고 명확하게 선언했으며 법적 귀속도 역시 중국에 있다고 하였다. 일본의 군사 행동 역시 자위권 행사가 아니라고 적시하였고 법률적으로, 사실적으로 만주국의 분리 독립은 승인될 수 없고 관동군은 철도 지구까지 후퇴해야 한다고 적었다. 일본의 특수권익은 확인해주었고 기존 9개국 조약의 유지를 권고했다.
총회는 찬성 42표, 반대 1표(일본), 기권 1표(시암(현재의 태국)), 불참 1표(칠레)로 의결되어 국제 연맹 규약 15조 4항과 6항에 의해 조건이 성립되었다. 마쓰오카 요스케 전권대사가 이끄는 일본은 이에 불복하여 퇴장했고 일본 정부는 3월 8일에 국제 연맹 탈퇴 결정을, 27일에는 국제 연맹 측에 통고했다. 일본 국내 여론은 박수갈채였다. 42대 1은 유행어가 되어 '저쪽은 죽고싶고요(42対,しにたい) 이쪽은 1등이라네(向こうは死に体でこっちは1番なんだ)'라는 말장난까지 나올 정도였다.
또 시암의 기권은 다른 나라를 놀라게 했는데 당시 시암 주재 일본 대사였던 야타베 야스키치(矢田部保吉)가 시암 외무부 장관에게 세번 네번 압박을 한 결과라고 한다. 시암에서는 1932년에 일어난 입헌 혁명을 계기로 일본과의 관계를 중시하는 정권이었고 또 시암 역시 화교 세력과의 민족 마찰이라는 문제를 안고 있기도 하여 중국에 동조하긴 어려운 사정도 있었다.

## 이후의 경과
1933년 2월 24일 국제 연맹 총회에서는 중화민국이 심의, 동의된 '특별 총회 보고서'에 의거해 연맹 규약 16조(경제 제재)를 일본에 적용하자는 요구를 했다. 또 오후에는 일본군의 열하 공략을 의제로 올려 역시 함께 16조 적용을 요구했다. 하지만 다른 대표들의 침묵과 토의 중단 선언등에 의해 묵살되었다. 미국은 스팀슨 선언을 통해 무력으로 획득한 영토는 인정될 수 없다고 밝혔다.
국제 연맹이 '공정하고 적절하다'(규약 15조 4)고 평가한 특별 총회 보고서는 일본군의 자위 행위와 만주국 건국의 자발성을 부정했지만 만주국은 이후 국제 연맹에 가입할 수 있었고 주변국들과 조금이지만 국가 승인과 함께 외교 관계도 맺을 수 있었다. 독일(1938년), 이탈리아(1937년)가 최종승인한 것 외에도 추축국과 추축국의 우호국, 그리고 태국과 같은 일본의 동맹국, 그리고 덴마크, 스페인 등의 중립국 등 20개국이 승인했다. 1939년 제2차 세계 대전 발발당시 세계의 독립국은 60개국이 채 안되던 시점이었다.
리튼 보고서는 국제 연맹의 결정이 현실 정치에서 무기력함을 보여주었다. 리튼 조사단이 활동하는 기간 동안 일본은 오히려 만주 지배력을 강화하는 방향으로 움직였다. 리튼 조사단의 활동이 일본으로 하여금 국제 연맹을 탈퇴하도록 유도했다는 논란도 있다.

## 같이 보기
- 국제연맹